# Milan Hlavsa

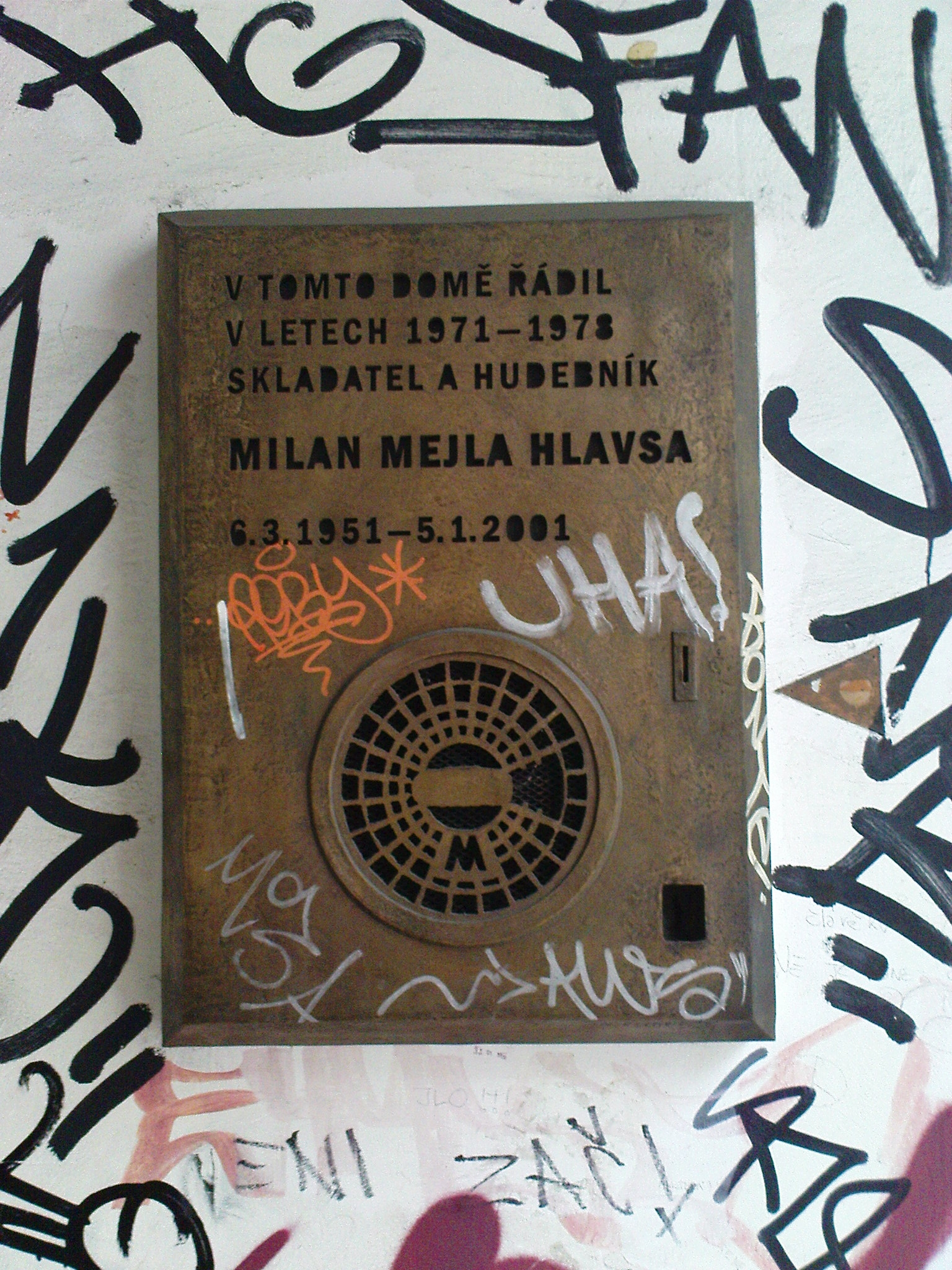
Pamětní deska u vchodu do domu v Ječné ulici v Praze, kde Hlavsa bydlel, a kde se scházely nejvýznamnější osobnosti české undergroundové kultury. Po vhození desetikoruny začne z pamětní desky znít Hlavsův hit „Muchomůrky bílé“. Deska byla v roce 2011 ukradena.

Milan „Mejla“ Hlavsa (6. března 1951 Praha – 5. ledna 2001 Praha) byl český hudebník – baskytarista a zpěvák, spoluzakladatel skupiny The Plastic People of the Universe. Hrál i s dalšími skupinami, např. DG 307, Půlnoc, Garáž, Fiction. V listopadu 2022 obdržel in memoriam osvědčení o účasti v protikomunistickém odboji.

## Biografie
Milan Hlavsa vyrůstal na pražském Břevnově. V mládí založil se svými kamarády několik nevýznamných kapel, které neměly dlouhého trvání. Na baskytaru začal hrát při založení své první kapely, a to proto, že byl z kytaristů nejhorší. V 60. letech byl Hlavsa krátce hospitalizován v psychiatrické léčebně, poté, co se demonstrativně podřezal; tato příhoda mu později umožnila vyhnout se základní vojenské službě.
Koncem 60. let se seznámil s psychedelickým rockem, především s hudbou skupiny Velvet Underground. Poté, co se v roce 1968 rozpadla jedna z jeho kapel, rozhodl se spolu se svým bývalým spolužákem, kytaristou Jiřím Števichem, založit novou skupinu, která by hrála psychedelický rock s ohni na jevišti. Skupinu nakonec založili v září 1968. Členy byli též zpěvák a klarinetista Michal Jernek a bubeník Josef Brabec. Skupina dostala název The Plastic People of the Universe, a Hlavsa v ní působil jako skladatel hudby, zpěvák a baskytarista. Skupina hrála ze začátku písně zahraničních kapel (Velvet Underground, The Fugs, Rolling Stones, The Doors aj.), později začala hrát i vlastní tvorbu. K naprosté většině písní napsal hudbu Hlavsa, texty pocházely nejčastěji z pera básníka a filozofa Egona Bondyho, který pocházel z beatnické generace a je jedním z nejznámějších československých tvůrců tohoto hnutí. Později se jako textaři prosadili také Vratislav Brabenec a Ivan Martin Jirous. Kapela se v 70. letech odmítla podrobit požadavkům představitelů moci na úpravu repertoáru a zkrácení vlasů, čímž se čím dál více dostávala s vládnoucím režimem do konfliktu.
V roce 1973 založil spolu s básníkem a prozaikem Pavlem Zajíčkem experimentální hudební skupinu DG 307. Po několika letech ji ale opustil, aby se mohl koncentrovat pouze na Plastic People. Skupina pokračovala v existenci i bez Hlavsy.
V roce 1973 byl Hlavsa podmíněně odsouzen za napadení opilce, který obtěžoval jeho tehdejší přítelkyni. V roce 1975 se Hlavsa oženil s Janou Němcovou, dcerou filosofa Jiřího Němce, narodil se jim syn Štěpán a dcera Magdalena.
V sedmdesátých letech byl celý undergroundový svět tehdejším režimem perzekvován, což vyvrcholilo v roce 1976 tzv. Procesem s českým undergroundem, při němž bylo několik hudebníků odsouzeno k nepodmíněným trestům odnětí svobody. Hlavsa byl šest měsíců ve vazbě, odsouzen však nebyl. Poté byl opakovaně terčem policejního šikanování. Podepsal Chartu 77, ale jeho podpis nebyl přijat, neboť byl v době podpisu trestně stíhán. Od roku 1975 byl sledován Státní bezpečností (StB), v roce 1987 byl registrován jako agent Státní bezpečnosti, krycí jméno „Kytarista“.
V roce 1988 se vinou vnitřních sporů Plastic People rozešli. Poté hrál v kapelách Garáž a Echt!. Založil také hudební skupinu Půlnoc (kam přešlo jádro původních Plastiků) a po jejím rozpadu Fiction. Po listopadu 1989, kdy se z exilu vrátil Pavel Zajíček, se Hlavsa vrátil k DG 307 a od roku 1997 i k PPU. Při příležitosti setkání dvou prezidentů v americkém Bílém domě – Václava Havla a Billa Clintona – si zahrál společně s Lou Reedem. S Janem Vozárym se věnoval i úpravám klasických hitů PPU (1997, Magická noc). V roce 1999 vydal své sólové album Šílenství.
Věnoval se i filmové tvorbě, zahrál si ve filmu Kanárek (1999), k němuž složil a nahrál hudbu, a ve filmu Válka barev. Na začátku roku 2000 se pustil spolu s PPU do přípravy nového alba. V dubnu mu však lékaři našli zhoubný nádor na plicích. Činnost kapely byla tedy přerušena a podstoupil operaci. Na podzim se však jeho stav zhoršil a 5. ledna 2001 Milan Mejla Hlavsa zemřel.
Poslední rozloučení s Hlavsou se konalo 11. ledna v kostele Svatého Jakuba staršího na Zbraslavi a zúčastnily se ho stovky lidí z řad široké veřejnosti, uměleckého i politického světa. Na pohřbu promluvil Ivan Martin Jirous. 28. února měl v Divadle Archa premiéru film The Plastic People Of The Universe.
6. a 7. března zahráli Plastic People poprvé bez Hlavsy – na koncertu Když je dnes člověku 50, uspořádaném k uctění Hlavsovy památky u příležitosti Hlavsových narozenin. Poté bylo vydáno 2CD Milan Hlavsa – Než je dnes člověku 50 – Poslední dekáda, obsahující z poloviny výběr Hlavsových nahrávek z let 1988–1998; druhý disk je záznamem koncertu z 6. března (kromě PPU ještě Garage, Velvet Underground Revival, DG 307). Plastic People, Garáž i DG 307 koncertují i po Hlavsově smrti.

## Diskografie

### The Plastic People of the Universe
- Muž bez uší (1969–72)
- Do lesíčka na čekanou (1973)
- Vožralej jak slíva (1973–1975)
- Egon Bondy's Happy Hearts Club Banned (1974–1975)
- Ach to státu hanobení (1976–1977)
- Pašijové hry velikonoční (1978)
- Jak bude po smrti (1979)
- Co znamená vésti koně (1981)
- Kolejnice duní (1977–1982)
- Hovězí porážka (1983–1984)
- Půlnoční myš (1985–1986)
- Bez ohňů je underground (1992)
- Koncert (1997)
- For Kosovo (1999)
- Líně s tebou spím (2001)
- Do lesíčka na čekanou, koncert z roku 1973 (2 CD, 2006)

### DG 307
- 1973–75 (1991)
- Uměle ochuceno (1992)
- Historie hysterie 1973–1975 (2 CD, 2004)
- V katedrálách ticha, koncert z roku 1994 (CD, 2011)

### Garáž
- No. 1 (1981)
- Demo (1987)
- Praha (1991)
- No parking! (1994)

### Půlnoc
- Půlnoc (1990)
- City of hysteria (1991)

### Fiction
s Jitkou Charvátovou, Dušanem a Janem Vozáryovými a Jiřím Březinou
- Fiction (1994)
- Básníci ticha – maxisingl (1994)
- Neverending Party – A Tribute to Velvet Underground (1995)
- Noc a den (1996)
- Básníci ticha (2005) remastered

### Sólové projekty
- Magická noc (s Janem Vozárym, 1997)
- Šílenství (1999)

### Ostatní alba
- Krysa – Bigbítovej podraz (jako host, 1991)
- Lorien – Unplugged (1994)

### Kompilace
- Než je dnes člověku 50 – Poslední dekáda (2001)